# Гізела Улен
Гізела Фрідлінда Шрек (Gisela Friedlinde Schreck), псевдонім Гізела Улен (нім. Gisela Uhlen, 16 травня 1919 року, Лейпциг — 16 січня 2007, Кельн) — німецька акторка, танцюристка і літераторка. З 1936 року знялася в понад 60 кінофільмах і виконала понад 100 ролей в театрі.

## Біографія
Гізела народилася в родині оперного співака Августина Шрека і його дружини Луїзи Фріди. З п'яти років займалася в танцювальній школі Мері Вігман при Лейпцизькій консерваторії, пізніше навчалася класичного балету та акробатики. У 15 років вирішила стати акторкою і взяла псевдонім Гізела Улен.
Завершивши навчання в акторській школі Ліллі Аккерман в Берліні, Гізела Улен дебютувала в кіно в 1936 році в головній ролі в стрічці «Аннамарія» виробництва UFA. Перші роботи в кіно швидко принесли їй успіх. У тому ж році акторка дебютувала в театрі на сцені Бохумського драматичного театру під керівництвом Саладіна Шмітта. Через два роки Генріх Ґеорге запросив її в берлінський Театр імені Шиллера. У Третьому рейху Улен знялася в кількох пропагандистських фільмах.
Після Другої світової війни Гізела Улен була зайнята переважно в театрі. У 1949 році працювала зі своїм третім чоловіком режисером Гансом Бертрамом над фільмом «Велика любов», в якому не лише виконала головну жіночу роль, а й брала участь в роботі над сценарієм. Проте, критика і глядачі віднеслись до стрічки байдуже. Згодом Улен розлучилася з Бертрамом і в 1953 році вступила в четвертий шлюб з актором Вольфгангом Кілінгом. Через розбіжності з колишнім чоловіком з приводу опіки над спільною дочкою Барбарою Гізела Улен тікала через Швейцарію, де гастролювала в Базелі і Цюріху, у Східний Берлін. У Східній Німеччині Улен служила в Німецькому театрі і на кіностудії DEFA. 17 січня 1955 року Улен народила від Кілінга дочка Сюзанну.
У 1957 року розлучилася з Кілінгом і пошлюбила режисера кіностудії DEFA Герберта Бальмана, працювала в його постановках. У 1960 році Улен повернулася в ФРН, Болеслав Барлог запросив її в Театр Шиллера. У 1960-х роках Улен знімалася на кіностудії Едгара Воллеса, в 1979 році Райнер Вернер Фассбіндер запропонував їй роль матері у фільмі «Заміжжя Марії Браун».
На початку 1980-х Улен організувала пересувний театр, в якому в постановці «Привидів» Ібсена грала її дочка Сюзанна. Гізела Улен також знімалася в телесеріалах «Лісництво Фалькенау» і «Деррік». В кінці 2005 року вона передала частину свого архіву Потсдамському музею кіно.
Гізела Улен випустила три книги спогадів. Померла після тривалої хвороби від раку легенів і похована на кельнському кладовищі Мелатен.

## Фільмографія
| - 1936: Аннамарія — Annemarie. Die Geschichte einer jungen Liebe - 1938: Liebelei und Liebe - 1938: Tanz auf dem Vulkan - 1939: Mann für Mann - 1939: Morgen werde ich verhaftet - 1940: Zwischen Hamburg und Haiti - 1940: Die unvollkommene Liebe - 1940: Die Rothschilds - 1941: Дядечко Крюгер — Ohm Krüger - 1942: Symphonie eines Lebens - 1942: Ewiger Rembrandt - 1942: Zwischen Himmel und Erde - 1942: Schicksal - 1942: Der 5. Juni - 1943: Die beiden Schwestern - 1944: Die Zaubergeige - 1945: Der stumme Gast - 1949: Eine große Liebe - 1950: Der fallende Stern - 1951: Der schweigende Mund - 1952: Türme des Schweigens - 1956: Das Traumschiff - 1958: Emilia Galotti - 1960: Mit 17 weint man nicht - 1962: Das Mädchen und der Staatsanwalt - 1962: Der Gärtner von Toulouse - 1962: Die Tür mit den sieben Schlössern - 1963: Das indische Tuch - 1963: Aufstand der Gehorsamen - 1965: Hotel der toten Gäste - 1965: Ferien mit Piroschka | - 1965: Die eigenen vier Wände - 1966: Unser Sohn Nicki - 1966: Geschlossene Gesellschaft - 1966: Der Bucklige von Soho - 1967: Der Panamaskandal - 1967: Der Tod läuft hinterher - 1967: Das Kriminalmuseum - 1968: Das Kriminalmuseum - 1968: Lady Hamilton — Zwischen Schmach und Liebe - 1969: Die Zimmerschlacht - 1969: Dr. med. Fabian — Lachen ist die beste Medizin - 1970: Der Kommissar - 1971: Leiche gesucht - 1974: Drei Männer im Schnee - 1975: Tatort - 1975: Bis zur bitteren Neige - 1975: Der Edelweißkönig - 1976: Місце злочину — Tatort - 1976: Die Hellseherin - 1977: Frauen in New York - 1979: Заміжжя Марії Браун — Die Ehe der Maria Braun - 1982: Wir haben uns doch mal geliebt - 1982: Meister Eder und sein Pumuckl - 1983: Die zweite Frau - 1991: Toto der Held - 1992: Zürich — Transit - 1996: Die Katze von Kensington - 1997: Der Coup - 1998: Edgar Wallace: Das Haus der toten Augen - 1998: Місце злочину — Tatort - 1989—2006: Forsthaus Falkenau - 2002: SOKO Kitzbühel |

## Твори
- Gisela Uhlen: Mein Glashaus, Roman eines Lebens. Bayreuth 1978 ISBN 3-7770-0178-3
- Gisela Uhlen: Meine Droge ist das Leben. Weinheim, Berlin 1993 ISBN 3-88679-199-8
- Gisela Uhlen: Umarmungen und Enthüllungen, Collage eines Lebens. ISBN 3-932529-33-2